# Odengatan
Odengatan – ulica w centrum Sztokholmu, położona w dwóch dzielnicach: Vasastaden i Östermalm. Łączy ulicę Valhallavägen ze stacją kolejową Stockholms östra station przebiegając przez plac Odenplan i park miejski Vasapark do placu Eriksplan. Długość ulicy wynosi 1730 metrów, a szerokość to około 10 metrów. Nazwę ulicy nadano w 1885 roku na cześć najwyższego bóstwa nordyckiego panteonu, Odyna, gdyż w owym czasie występowało duże zainteresowanie mitologią nordycką. Nazwa była pierwotnie wymawiana jako Udedinatan. 

## Ważniejsze obiekty
- pod numerem 1 - Arvedsons gymnastikinstitut
- pod numerem 3 - Kontor och ateljéer samt LOYAL Gallery
- pod numerem 5 - Ambasada Łotwy
- pod numerem 20 - greckoprawosławny kościół metropolitalny św. Jerzego
- pod numerem 27 - Lindquists konditori
- pod numerem 30 - apteka Morden
- pod numerem 31 - Konsum, pierwszy sklep samoobsługowy w Szwecji
- pod numerem 51 - Stockholms stadsbibliotek
- pod numerem 59 - Stadsbibliotekets annex
- pod numerem 64-66 - Kościół Gustawa Wazy
- pod numerem 69 - Läkarhuset Odenplan
- pod numerem 80-82 - Wyższa szkoła dla dziewcząt Vasa (Vasa högre flickskola)
- pod numerem 81 - Intiman

## Literatura
Stugart, Martin. Fråga om Stockholm - Känt och okänt om huvudstaden : [szw.]. — Stockholm : Bokförl. DN, 2004. — 183 p. — ISBN 91-7588-510-7.